# Bò đỏ (từ lóng)
Bò đỏ (còn gọi là red bull, bê hường, hồng ngưu) là từ lóng miệt thị những cảm tình viên hoặc người bênh vực Chính phủ và Đảng Cộng sản Việt Nam, được sử dụng trên mạng xã hội và thường được gán cho những người bị cho là dư luận viên.

## Nhận định
Theo báo Người Việt, đối với những người Việt có quan điểm chính trị khác, nhóm "bò đỏ" cho rằng đây là những người "đu càng", "nail tộc", "cali"... Nhiều trang, nhóm trên Facebook được "bò đỏ" lập ra nhằm tuyên truyền và bảo vệ Đảng Cộng sản Việt Nam cực đoan.
Theo báo BBC tiếng Việt, nếu có người chê trách một số tác phẩm có liên hệ đến Đảng, họ sẽ phản ứng thái quá và chụp mũ là "phản động", như phim Đào, phở và piano. Đây là một biểu hiện tự nhiên của sự phân cực chính trị. Một bài viết khác trên báo này liệt kê "bò đỏ" là một trong những từ miệt thị được sử dụng để "công kích lý lịch" lẫn nhau của người Việt hiện nay.
Một nghiên cứu học thuật về ngành truyền thông Việt Nam đăng tải trên Tạp chí nước Nga về Việt Nam học (The Russian Journal of Vietnamese Studies) đã nêu dẫn chứng "bò đỏ" là danh xưng mà những nhà hoạt động mạng (cyber-activist) đặt cho những "dư luận viên" – những người được chính quyền tuyển dụng nhằm tán dương các chính sách xã hội, chế nhạo những lời chỉ trích, sử dụng danh tính giả để thao túng ý kiến và giám sát cộng đồng mạng. Nhóm này được cho là bắt nguồn từ mô hình điều hành Internet của Trung Quốc, hay còn gọi là "Đảng 5 hào". Trong một số lần, "bò đỏ" đôi khi vượt quá giới hạn của mình và khiến chính quyền bối rối. Bên cạnh đó, bản thân nhóm "dư luận viên" cũng bị chia rẽ thành các phe đối lập với nhau bởi các sự kiện "tranh giành quyền lực nội bộ", và đôi khi bị chính quyền bác bỏ sự liên quan, thậm chí còn vướng phải án phạt.
Một bài báo trên Luật Khoa tạp chí cho rằng "bò đỏ" (cùng với một số từ miệt thị chính trị khác) là những "chiếc mũ tùy tiện". Tác giả xiển dương tư duy độc lập, không lệ thuộc vào các danh xưng hay nhãn mác, để có thể nhận định thế giới một cách sâu sắc và toàn diện hơn. Ở một bài báo khác, tác giả này còn cho rằng sự tồn tại qua nhiều thập niên của diễn ngôn "bò đỏ – bò vàng" kể từ lúc kết thúc chiến tranh là một biểu hiện "hàng giả" phản bác sự ổn định của xã hội.
"Bò đỏ" và "dư luận viên" còn được cho là đã "khuếch đại tuyên truyền của Nga trên mạng xã hội" và quấy rối những người ủng hộ Ukraina [trong cuộc chiến], theo ý kiến của ông Zachary Abuza – Giáo sư về an ninh chiến lược tại Trường Đại học Chiến tranh Quốc gia, Hoa Kỳ – trong một phỏng vấn với Đài Á Châu Tự Do.

## Trong văn hóa
Tiểu thuyết chính luận Thế lực thù địch xuất bản năm 2020 của nhà văn Hoàng Minh Tường đã nhắc đến từ "bò đỏ" nhằm ám chỉ bên thân chính quyền. Cuốn tiểu thuyết này được nhà xuất bản Frémillerie – nhà xuất bản đầu tiên của người Việt tại Pháp – phát hành.
[...] Trong những cuộc tụ tập, biểu tình, nếu không có những trí thức tiêu biểu, những công thần yêu nước, những người của công chúng, mà phe Bò đỏ vẫn giễu là bọn Rận chủ... làm đầu tầu, thì khó thành, nhưng nếu không có những thường dân chân đất thì không thể tụ tập thành đám đông, vì thế một xã hội dân chủ là tổng thành của những tập hợp.— Hoàng Minh Tường, Thế lực thù địch (2020)

## Trái nghĩa
Từ đối lập của "bò đỏ" là "bò vàng", thường chỉ trích chủ nghĩa cộng sản. Nguồn gốc của từ này được cho là lấy từ nền màu vàng của quốc kỳ cựu chính thể Việt Nam Cộng hòa.